# Thyreus novaehollandiae
Thyreus novaehollandiae är en biart som först beskrevs av Amédée Louis Michel Lepeletier 1841.  Thyreus novaehollandiae ingår i släktet Thyreus och familjen långtungebin. Inga underarter finns listade i Catalogue of Life.